# Mi tiempo
Mi tiempo es el título del 12.º álbum de estudio grabado por el artista puertorriqueño-estadounidense Chayanne. Fue lanzado al mercado bajo los sellos discográficos Sony BMG Norte y Columbia Records el 10 de abril de 2007.

## Lista de canciones
Todas las letras escritas por Estéfano, excepto donde se indique.
| Mi tiempo |                               |                                                   |                                       |          |  |
| N.º       | Título                        | Música                                            | Productor (es)                        | Duración |  |
| 1.        | «Si nos quedara poco tiempo»  | Rafael Esparza-Ruiz · Yoel Henríquez              | José Gentile                          | 3:19     |  |
| 2.        | «Lola»                        | Estéfano · Pedro Namerow · Sebastián de Peyrecave | Sebastián de Peyrecave                | 4:15     |  |
| 3.        | «Cuestión de feeling»         | Estéfano · Pedro Namerow · Sebastián de Peyrecave | Sebastián de Peyrecave                | 4:20     |  |
| 4.        | «Tengo miedo»                 | Estéfano · Pedro Namerow · Sebastián de Peyrecave | Sebastián de Peyrecave                | 4:06     |  |
| 5.        | «Indispensable» (Letra por →) | Donato Póveda · Erika Ender                       | José Gentile                          | 4:03     |  |
| 6.        | «Bailarina»                   | Estéfano · Jimmy Rey                              | Sebastián de Peyrecave                | 4:23     |  |
| 7.        | «Te amaré»                    | Estéfano · Sebastián de Peyrecave                 | Sebastián de Peyrecave                | 3:55     |  |
| 8.        | «Sin palabras de relleno»     | Antonio Rayo · José Miguel Velásquez              | José Gentile                          | 3:36     |  |
| 9.        | «Me voy a río»                | Estéfano                                          | Sebastián de Peyrecave                | 3:51     |  |
| 10.       | «Loco por vos»                | Estéfano                                          | Sebastián de Peyrecave                | 3:18     |  |
| 11.       | «Juicio final»                | Estéfano · José Gentile · Sebastián de Peyrecave  | José Gentile · Sebastián de Peyrecave | 4:17     |  |
| 43:17     |                               |                                                   |                                       |          |  |

## Posicionamiento en listas
| Lista (2007)                      | Posición |
| --------------------------------- | -------- |
| Argentina Albums Chart            | 1        |
| Billboard European Top 100 Albums | 86       |
| Mexican Albums Chart              | 6        |
| Spanish Albums Chart              | 6        |
| U.S. Billboard 200                | 42       |
| U.S. Billboard Top Latin Albums   | 2        |
| U.S. Billboard Latin Pop Albums   | 2        |